# Bucharský vilájet
Bucharský vilájet je jeden z vilájetů (regionů) Uzbekistánu. Leží na jihovýchodě země, z větší části na území pouště Kyzylkum. Sousedí s Navojským vilájetem, Kaškadarjinským vilájetem, Chorazmským vilájetem, Karakalpakstánem a Turkmenistánem. V roce 2022 zde žilo 1 976 823 obyvatel, z nichž asi 63 % žilo na venkově. Hlavním městem vilájetu je Buchara.

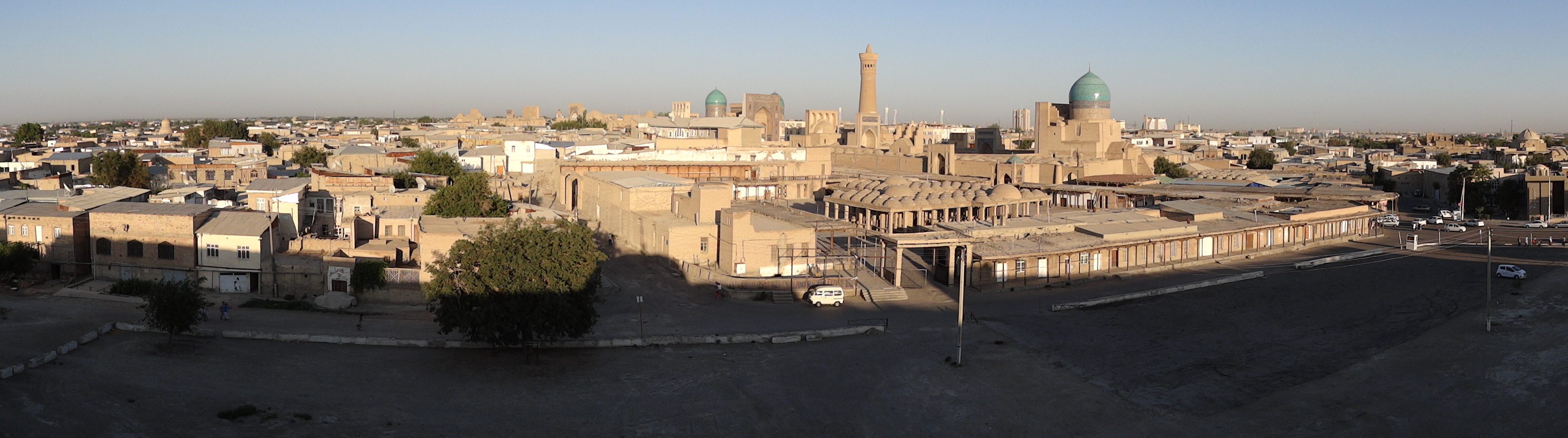
Panorama Starého města v Buchaře

Bucharský vijálet leží v oblasti s kontinentálním podnebím. V regionu je významné pastevectví, a to zejména tzv. karakulských ovcí. V regionu se kromě toho těží například ropa, zemní plyn, grafit, mramor nebo vápenec. Bucharská oblast se dále dělí na jedenáct okresů, má dvě okresní města (Bucharu a Kogon) a dalších devět měst bez speciálního statutu. Většina obyvatel regionu jsou Uzbeci, ale významnou menšinu zde tvoří také Tádžikové.